# Medina (Sängerin)

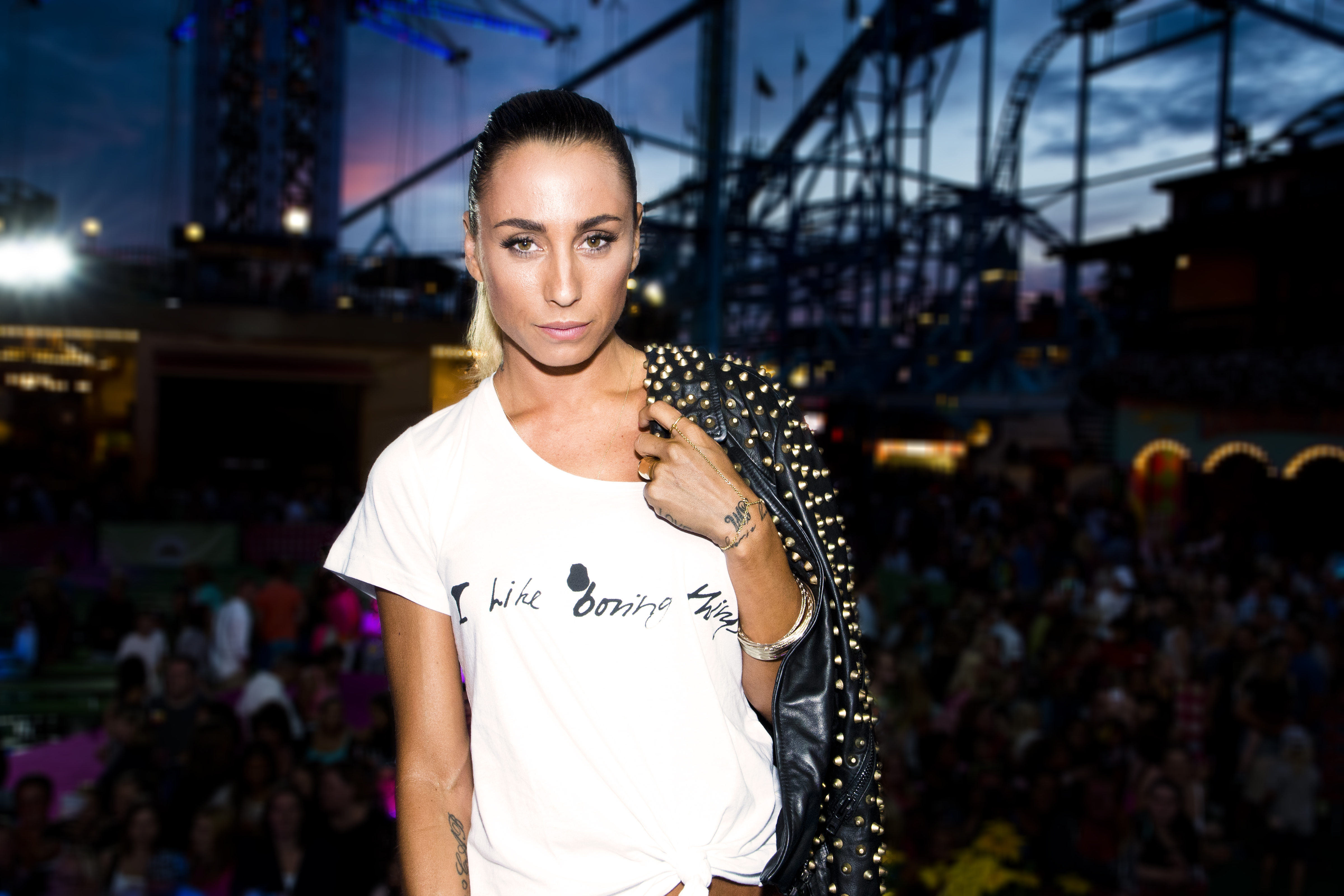
Medina (2014)

Medina Danielle Oona Valbak (* 30. November 1982 in Aarhus; eigentlich Andrea Fuentealba Valbak) ist eine dänische Pop- und Dance-Sängerin und Songwriterin.

## Karriere
Medina hat eine dänische Mutter und einen chilenischen Vater und wuchs in Aarhus auf. Ihr Name Medina ist einer der Namen, den sie im Jahr 2005 nach dem Besuch einer Numerologin selbst gewählt hat.
Mitte der 2000er wurde sie von dem Produzentenduo „Providers“ entdeckt und bei ihrem Label Soulcamp unter Vertrag genommen. Dort erschien ihr Debütalbum Tæt på, das allerdings auf wenig Resonanz stieß.
Ihren Durchbruch hatte sie 2008 mit dem Song Kun for mig (übersetzt „Nur für mich“). Das Lied wurde ein Clubhit und eroberte auch die Radio- und Verkaufscharts. Bis Ende Januar 2009 stieg die Single auf Platz 1 der dänischen Charts und blieb fast ein halbes Jahr unter den Top 10. Sie wurde über 75.000 Mal verkauft und erreichte Doppelplatin-Status. Sowohl auf ihrer MySpace-Seite als auch bei YouTube wurde das Lied über vier Millionen Mal aufgerufen.
Medina gehörte im Mai 2009 zur fünfköpfigen Jury Dänemarks beim Eurovision Song Contest.
Im Juli veröffentlichte sie eine neue Version ihres Hits mit dem Titel Kun for dig („Nur für dich“) zusammen mit ihrem Labelkollegen, dem Rapper L.O.C. Sie stieg sofort auf Platz 1 der dänischen Charts ein. Kurz darauf folgte mit Velkommen til Medina ihre dritte Nummer 1 in Folge. Das gleichnamige Debütalbum kam im September in die Top 10 der Albumcharts. Im Herbst nahm sie auch eine englischsprachige Version von Kun for mig unter dem Titel You and I auf. Sie erreichte Platz 1 der britischen Dance Charts und war auch in den offiziellen UK-Charts erfolgreich.
Bei den MTV Europe Music Awards 2009 wurde Medina als beste dänische Interpretin ausgezeichnet.
Im Frühling 2010 schaffte sie es mit ihrer Single You and I europaweit in die Charts und in die Top 10 der deutschen Singlecharts.
Im Juni 2010 wurde sie auf einem Konzert Opfer einer muslimischen Kampagne, die sich an ihrem Rufnamen „Medina“ stört. Während des Auftritts wurde sie mit Eiern beworfen, setzte den Auftritt aber nach einer kurzen Pause fort.
2011 trat sie mit dem britischen Grime-Rapper Tinie Tempah bei The Dome mit dem Lied Invincible auf.
Außerdem war sie 2011 in der Sat.1-Telenovela Anna und die Liebe (Folge 647) als Gaststar zu sehen.
Am 26. Februar 2016 veröffentlichte die Sängerin nach 4 Jahren Pause ein englischsprachiges Album namens We Survive, welches international zur gleichen Zeit erschien. Nach einer Woche platzierte sich das Album auf Platz 39 der offiziellen, deutschen Album-Verkaufscharts.
2018 folgte ein dänischsprachiges Album mit dem Titel Grim.

## Diskografie
Studioalben

| Jahr | Titel                                         | Höchstplatzierung, Gesamtwochen, AuszeichnungChartplatzierungen (Jahr, Titel, Platzierungen, Wochen, Auszeichnungen, Anmerkungen) | Höchstplatzierung, Gesamtwochen, AuszeichnungChartplatzierungen (Jahr, Titel, Platzierungen, Wochen, Auszeichnungen, Anmerkungen) | Höchstplatzierung, Gesamtwochen, AuszeichnungChartplatzierungen (Jahr, Titel, Platzierungen, Wochen, Auszeichnungen, Anmerkungen) | Höchstplatzierung, Gesamtwochen, AuszeichnungChartplatzierungen (Jahr, Titel, Platzierungen, Wochen, Auszeichnungen, Anmerkungen) | Höchstplatzierung, Gesamtwochen, AuszeichnungChartplatzierungen (Jahr, Titel, Platzierungen, Wochen, Auszeichnungen, Anmerkungen) | Anmerkungen                                                                            | [↑]: gemeinsam behandelt mit vorhergehendem Eintrag; [←]: in beiden Charts platziert |
| Jahr | Titel                                         | DE | AT | CH | UK | DK | Anmerkungen                                                                            |                                                                                      |
| ---- | --------------------------------------------- | --- | --- | --- | --- | --- | -------------------------------------------------------------------------------------- | ------------------------------------------------------------------------------------ |
| 2007 | Tæt på                                        | — | — | — | — | — | Erstveröffentlichung: 17. September 2007                                               |                                                                                      |
| 2009 | Velkommen til Medina                          | DE9 Gold · (23 Wo.)DE | AT45 (4 Wo.)AT | CH24 (9 Wo.)CH | — | DK2 ×7Siebenfachplatin · (133 Wo.)DK                                                                                              | Erstveröffentlichung: 31. August 2009                                                  |                                                                                      |
| 2010 | Welcome to Medina[DE: ↑][AT: ↑][CH: ↑][UK: ↑] | DE9 Gold · (23 Wo.)DE | AT45 (4 Wo.)AT | CH24 (9 Wo.)CH | — | DK11 Gold · (12 Wo.)DK | Erstveröffentlichung: 23. Juli 2010 englischsprachige Version von Velkommen til Medina |                                                                                      |
| 2011 | For altid                                     | DE8 (14 Wo.)DE | AT39 (3 Wo.)AT | CH13 (16 Wo.)CH | — | DK2 ×4Vierfachplatin · (77 Wo.)DK                                                                                                 | Erstveröffentlichung: 18. September 2011                                               |                                                                                      |
| 2012 | Forever[DE: ↑][AT: ↑][CH: ↑][UK: ↑]           | DE8 (14 Wo.)DE | AT39 (3 Wo.)AT | CH13 (16 Wo.)CH | — | DK5 (9 Wo.)DK | Erstveröffentlichung: 1. Juni 2012 englischsprachige Version von For altid             |                                                                                      |
| 2016 | We Survive                                    | DE39 (2 Wo.)DE | — | — | — | DK20 (1 Wo.)DK | Erstveröffentlichung: 26. Februar 2016                                                 |                                                                                      |
| 2018 | Grim                                          | — | — | — | — | DK5 Gold · (4 Wo.)DK | Erstveröffentlichung: 12. Oktober 2018                                                 |                                                                                      |

## Auszeichnungen
- Club Awards
  - 2010: in der Kategorie „Årets Artist“

- Danish DeeJay Awards
  - 2010: in der Kategorie „Årets Danske Artist“
  - 2010: in der Kategorie „Årets Danske Album“ (Velkommen til Medina)
  - 2010: in der Kategorie „Årets Danske DeeJay-Favorit“ (Velkommen til Medina)

- Danish Music Awards
  - 2010: in der Kategorie „Årets Danske Album“ (Velkommen til Medina)
  - 2010: in der Kategorie „Årets Danske Kvindelige Kunstner“
  - 2010: in der Kategorie „Årets Nye Danske Navn“
  - 2010: in der Kategorie „Årets Danske Sangskriver“ (Velkommen til Medina)
  - 2010: in der Kategorie „Årets Danske Hit“ (Vi To)

- MTV Europe Music Awards
  - 2009: in der Kategorie „Best Danish Act“
  - 2012: in der Kategorie „Best Danish Act“

- Zulu Awards
  - 2010: in der Kategorie „Årets Danske Sangerinde“